# Dahlia (альбом)
Dahlia (с англ. — «Георгина») — пятый студийный альбом японской метал-группы X Japan, выпущенный 4 ноября 1996 года. Состоит преимущественно из баллад и содержит несколько композиций, сохранивших более тяжёлое звучание предыдущих работ. Запись возглавила хит-парад Oricon и пребывала в нём 15 недель. Семь песен из альбома вышли в качестве синглов, которые также стали успешными.

## Предыстория и выпуск
После выпуска Art of Life в 1993 году участники X Japan сосредоточились на сольных проектах. Как следствие, в этом году группа провела только два концерта под названием X Japan Returns: 30 и 31 декабря в «Токио Доум». Так у группы появилась традиция проводить концерты в канун Нового года, которая длилась вплоть до распада. 19 ноября 1995 года они начали тур Dahlia Tour 1995—1996 в поддержку грядущего альбома. Примерно в это же время музыканты стали отходить от эстетики вижуал-кэя в сторону более повседневного образа.
Dahlia записывался с июля 1993 года по июль 1996 года в комплексе студий One on One Recording Studios в Северном Голливуде (Калифорния), который Ёсики приобрёл в 1992 году. Фотография для обложки была сделана на Бродвее в Нью-Йорке: на ней Ёсики сидит на асфальте посреди разбросанных георгин.
В Dahlia представлена относительно малая доля нового материала, так как бо́льшая часть песен вышла в качестве синглов. Альбом состоит в основном из баллад, и только несколько композиций сохранили более тяжёлое звучание группы, наблюдавшееся в предыдущих работах. «Dahlia» стала одной из последних песен Ёсики в его фирменном стиле — смешении симфоник- и спид-метала. Балладу «Tears» Ёсики написал в память об умершем отце, причём он присвоил соавторство одному из своих псевдонимов — Хитоми Сиратори. Хидэ написал две песни, выдержанные в жанре индастриал-рока: «Scars» и «Drain». Ёсики назвал «Drain» «очень необычной» и «очень передовой» для своего времени, добавив, что у Хидэ в этом отношении был талант видеть будущее. Инструментальная композиция «Wriggle», созданная совместно с Патой, является единственным вкладом Хита в дискографию группы.
Dahlia вышел 4 ноября 1996 года. В третью неделю месяца он возглавил чарт Oricon, продажи составили 429 280 копий. Альбом провёл в чарте 15 недель и получил платиновую сертификацию Японской ассоциации звукозаписывающих компаний.

## Восприятие
| Оценки критиков | Оценки критиков |
| Источник        | Оценка          |
| --------------- | --------------- |
| AllMusic        | [ 7 ]           |
| RockGarage      | 10/10           |

Рецензент AllMusic Алексей Ерёменко отметил, что альбом «пропитан восьмидесятыми» и «охватывает каждую подлинную черту рока 1980-х без разбора, будь то мелодрама, классический хеви-метал, странноватые гитарные странствия, неоклассические наклонности или ещё больше мелодрамы». По мнению критика, «то, что должно было стать рецептом катастрофы, оказалось свидетельством мастерства группы в написании песен и просто внушительным альбомом». Подводя итог, он подчеркнул, что хотя «Dahlia китчевый и слащавый», запись служит доказательством того, что «X Japan распалась потому, что участники были полны креативности, а не исчерпывали идеи».

## Список композиций
| №   | Название                                                  | Текст песни            | Музыка    | Длительность |
| --- | --------------------------------------------------------- | ---------------------- | --------- | ------------ |
| 1.  | «Dahlia»                                                  | Ёсики                  | Ёсики     | 7:55         |
| 2.  | «Scars»                                                   | Хидэ                   | Хидэ      | 5:08         |
| 3.  | «Longing ~Togireta Melody~» (Longing ～跡切れた Melody～) | Ёсики                  | Ёсики     | 7:42         |
| 4.  | «Rusty Nail»                                              | Ёсики                  | Ёсики     | 5:27         |
| 5.  | «White Poem I»                                            | Ёсики                  | Ёсики     | 3:16         |
| 6.  | «Crucify My Love»                                         | Ёсики                  | Ёсики     | 4:30         |
| 7.  | «Tears»                                                   | Хитоми Сиратори, Ёсики | Ёсики     | 10:30        |
| 8.  | «Wriggle»                                                 |                        | Хит, Пата | 1:24         |
| 9.  | «Drain»                                                   | Хидэ, Тоси             | Хидэ      | 3:22         |
| 10. | «Forever Love» (акустическая версия)                      | Ёсики                  | Ёсики     | 7:54         |

## Участники записи
X Japan
- Тоси — вокал
- Хидэ — гитара
- Пата — гитара
- Хит — бас-гитара
- Ёсики — барабаны, пианино

Другие участники
- Жиль Апап — скрипка
- Рон Леонард — виолончель
- Дик Маркс, Шелли Берг — оркестровые аранжировки
- Том Халм — партитура